# Moses Asch

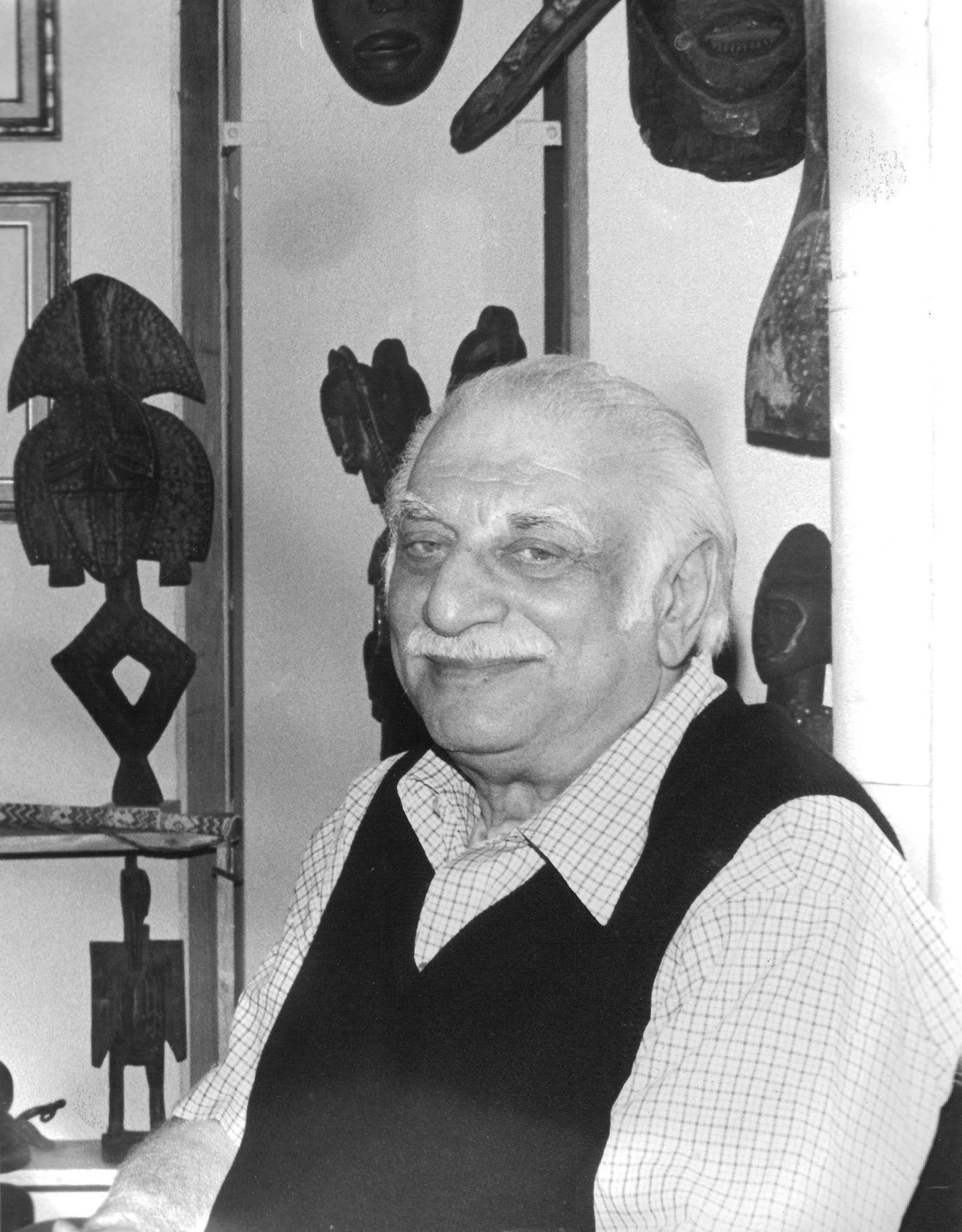
Moses Asch in zijn Folkways Records Office in New York

Moses ("Moe") Asch (Warschau, 2 december 1905 - New York, 19 oktober 1986) was een Amerikaanse platenlabeleigenaar en opnametechnicus, en in 1946 oprichter van Folkways Records. Op dit label werden een aantal beroemde folksongs uitgebracht, waaronder 'This Land Is Your Land' van Woody Guthrie en 'Goodnight Irene' van Lead Belly. 

## Jeugd
Moses Asch was de zoon van Sjolem Asch, een van origine Pools-Joodse schrijver en dramaturg. Moe Asch werd geboren in Polen, maar verhuisde op jonge leeftijd met zijn ouders naar Parijs. Zijn vader vond werk in New York en liet zijn gezin in 1915 overkomen.
De ervaring op Ellis Island was traumatisch voor de 10-jarige Moe, en naar eigen zeggen staat die herinnering in zijn geheugen gegrift.
Terwijl hij jong was, ontwikkelde Moe Asch een interesse in radio-elektronica. Dit bracht hem uiteindelijk tot zijn levenswerk, het opnemen en vastleggen van muziek en geluiden uit de hele wereld.

## Voorlopers Folkways Records
In de jaren 1920 begon Asch zijn eerste bedrijf "Radio Laboratories", waar hij apparatuur voor radiostations en taperecorders voor veldgebruik onderhield. In 1938 gaf The Jewish Daily Forward, Asch pdracht om een zender te bouwen voor het Jiddisch-talige radiostation WEVD.
Begin 1940, richtte hij Asch Records op met een kleine staf en een studio in het centrum van Manhattan in New York. Hij stond elke artiest toe om gratis te komen opnemen, in tegenstelling tot grotere studio's die artiesten vergoedingen in rekening brachten voor het gebruik van opnameapparatuur. 
Op het Asch-label verschenen in 1942 een drietal 78 toerenplaten van Lead Belly onder de naam Work Songs Of The U.S.A., gevolgd door een set van Lead Belly met begeleiding van Sonny Terry. Andere artiesten waar opnames van uitgebracht werden, waren Woody Guthrie, Josh White, Art Tatum en Mary Lou Williams. 
Asch richtte ook Disk Records op, maar beide bedrijven gingen failliet, o.a. door de rantsoenering van schellak tijdens de Tweede Wereldoorlog. Als een van de voorwaarden die aan zijn faillissement werden gesteld mocht Asch geen ander label beginnen. Om dit te omzeilen werd Marian Distler, Asch's oude assistent, in juli 1948 de president van een nieuw label, Folkways Records and Service Corporation. Asch werd ingehuurd als haar "adviseur", en Folkways Records werd opgericht.

## Folkways Records
De eerste opnames, die uitkwamen op Folkways, waren veldopnamen van etnomusicologische missies o.a. in Frans-Equatoriaal-Afrika, in Spanje en Béla Bartóks Hongaarse volksliedjes.
In 1950 werd in samenwerking met Alan Lomax Darling Corey van Pete Seeger uitgebracht, een van hun eerste langspeelplaten.
Uit Nederland kwam Living Folksongs And Dance-Tunes From The Netherlands met accordeonist Jaap Kunst en pianist Ernst Wolff.
Naast muziek bracht Asch ook gesproken woord uit, zoals delen uit de Ramayana en de Bhagavad Gita, de gedichten uit Dantes Inferno, en bijzondere geluiden zoals dat van de stoomlocomotief (Sounds Of Steam Locomotives).
Omdat veel oude folkmuziek niet meer op geluidsdragers beschikbaar was begon Asch samen met Harry Everett Smith het Anthology Of American Folk Music-project, met heruitgaven van die muziek op meerdere lp's.
Naast volksmuziek werd ook jazz opgenomen o.a. van Art Tatum.
Uiteindelijk bevatte de collectie 2168 titels.

## Samenwerkingen
Broadside Magazine was een klein ondergronds magazine, opgericht in 1962 in New York. Het tijdschrift was enorm invloedrijk in de American folk music revival uit de jaren 1960 , omdat het belangrijke zangers en songwriters uit die tijd promootte. Onder degenen wiens carrière begon bij Broadside waren Tom Paxton, Phil Ochs, Buffy Sainte-Marie, Janis Ian (oorspronkelijk onder haar echte naam, Janis Fink) en Arlo Guthrie. Het label bracht in samenwerking met Asch de opnames uit op het Broadside Records-label, waarna ze beschikbaar kwamen op Folkways. Het betrof voornamelijk niet-commerciële liedjes, met uitzondering van de rockgroep The Fugs. Bob Dylan bracht nummers uit onder het pseudomiem Blind Boy Grunt.

In 1965 richtte Asch samen met Norman Granz en Jerry Schoenbaum het label "Verve Folkways" op, teneinde de Folkways-artiesten een breder publiek te geven. De eerste artiesten, die op het label uitgebracht werden waren Pete Seeger, Dave Van Ronk, Peter LaFarge, Lightnin' Hopkins, Big Bill Broonzy en Sonny Terry & Brownie McGhee. De samenwerking eindigde in 1967, waarna het label omgedoopt werd in Verve Forecast.

## Smithsonian Instituut
In 1984 ging Asch op zoek naar iemand om de Folkways Records-collectie na hem voort te zetten en vond deze in Ralph Rinzler, die toen artistiek directeur was van het jaarlijkse Folklife Festival van het Smithsonian.
Asch stierf in 1986 voordat de overdracht rond was, maar zijn familie voltooide in 1987 de schenking van de Folkways Records-collctie aan het Smithsonian.
De overname door Smithsonian van het Folkways-archief werd gedeeltelijk gefinancierd door de release in 1988 van het album A Vision Shared: A Tribute to Woody Guthrie and Leadbelly, met bijdragen van Pete Seeger, Bob Dylan, Bruce Springsteen, John Mellencamp, U2, Arlo Guthrie, Emmylou Harris en andere artiesten.

## Onderscheidingen
In 1996 werd Moe Asch met zijn Folkways Records postuum onderscheiden met de Folk Alliance International Lifetime Achievement Award.

## Overig
Moe Asch overleed op zondag 19 oktober 1986 op 81-jarige leeftijd aan een hartaanval in het Lenox Hill Hospital in Manhattan (New York).